# Тасбулак (Шалкарский район)
Тасбулак (каз. Тасбұлақ) — село в Шалкарском районе Актюбинской области Казахстана. Входит в состав Тогызского сельского округа. Код КАТО — 156445600.

## Население
В 1999 году население села составляло 125 человек (70 мужчин и 55 женщин). По данным переписи 2009 года, в селе проживало 107 человек (62 мужчины и 45 женщин).